# Chlorophytum calyptrocarpum
Chlorophytum calyptrocarpum là một loài thực vật có hoa trong họ Măng tây. Loài này được (Baker) Kativu mô tả khoa học đầu tiên năm 1993.